# Герасим (схимонах Соловецкий)
Схимонах Герасим (в миру Георгий; 1740, Карачев — 28 октября 1848, Соловки) — схимонах Соловецкий.

## Биография
Георгий родился в 1740 году в Карачеве и имел жену и детей. Овдовев, он ушел в Брынские леса к пустыннику Арсению и вместе с ним переселился в Псковскую губернию, в окрестности Никандровой Свято-Благовещенской пустыни; там он был пострижен в монашество.
Дважды он совершил путешествие по святым местам, был в Киеве, Почаеве, Тихвине и не подолгу жил в Спасском Арзамасском и Дымском-Антониевом монастырях.
В 1823 году Герасим прибыл в Соловецкий монастырь и сначала поселился в пещере в 10 верстах от монастыря, а через 5 лет перешел в келью ближе к монастырю. После истребления кельи пожаром Герасим поселился в Филипповской пустыни, где, кроме «молитвенного труда», занимался ради пропитания приготовлением бочонков для солёной сельди.
В 1845 году Герасим по старости перешел в монастырскую больницу. Согласно летописям: «Память ему не изменяла. Глубоко назидательными были его беседы о подвижничестве, дышавшие редкой простотой и состоявшие в кратких изречениях», но в последнее время жизни он «казался совершенным младенцем и, забывая о времени дня, спрашивал вечером, отошла ли утреня».
Схимонах Герасим умер 28 октября 1848 года.
Над его могилой на монастырском кладбище был установлен памятник с надписью: «Сей высокий крест осеняет великого старца схимонаха Герасима, жившего в сей обители, 108 лет, который на уединении люботрудно претерпел более 40 лет пустынное озлобление, занимаяся умным беседованием с Богом. Почему он, чем далее приходил в глубокую старость, тем более преуспевал в разуме, а в 1848 году октября 28 дня отошел на вечную жизнь для наслаждения неизреченного блаженства».